# オットー・ヨーン

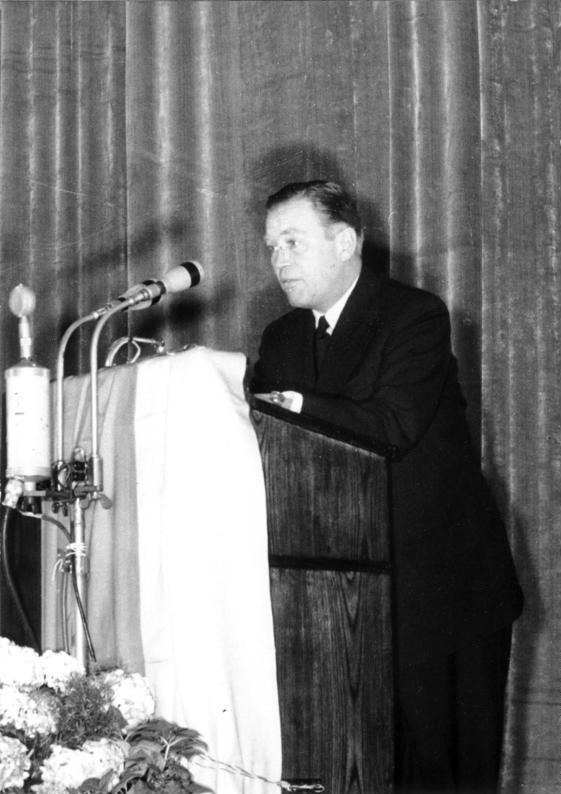
1954年のヨーン

オットー・ヨーン（Otto John；1909年3月19日 - 1997年3月26日）は、ドイツの反ナチス・レジスタンス、ドイツの防諜機関である連邦憲法擁護庁（BfV）初代長官、ソ連国家保安委員会（KGB）のスパイ。

## 経歴
マールブルクの勤務員の家庭に生まれた。法学の教育を受ける。1937年から1944年まで、航空会社「ルフトハンザ」の法律顧問として働く。1944年7月20日のヒトラー暗殺計画に参与。ルフトハンザ社における自分の立場を利用して、スペイン、ポルトガルに飛び、暗殺計画関係者を代表して和平交渉を行っていた。ヒトラー暗殺失敗後、ヨーンは、スペインを経由してイギリスに亡命した。
英国において、彼は、心理戦の専門家として知られるセフトン・デルマーのチームに入り、反ナチス放送を流すラジオ局「ラジオ-カレー」の専門家となった。
終戦後、ドイツ及びオーストリアの戦争捕虜問題を取り扱う官庁で働いた。1946年初め、連合国の専門家、通訳としてニュルンベルク裁判に参加した。裁判終結後、ロンドンに移住し、弁護士業に従事。
1950年、ドイツ連邦共和国（西ドイツ）に帰国し、ヤーコプ・カイザーの勧めにより、連邦憲法擁護庁（BfV）長官に任命された。

## ヨーン事件

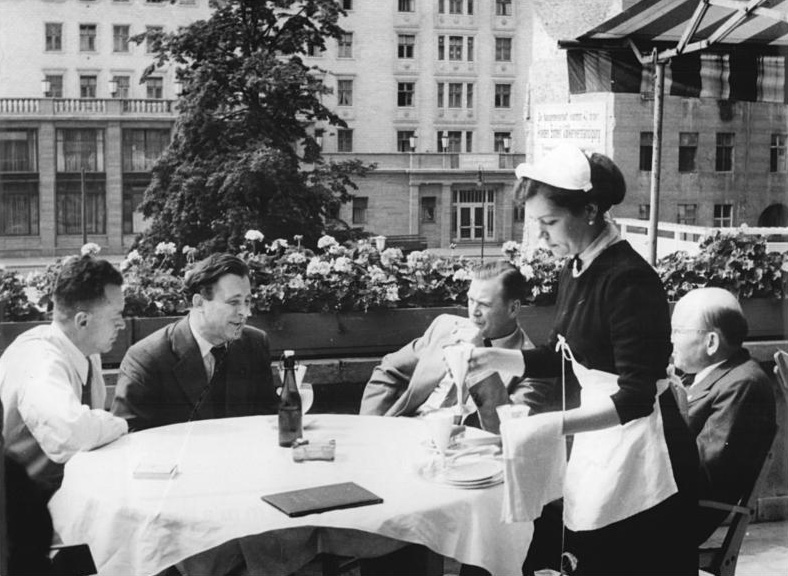
左からヴィルヘルム・ギルヌス、ヘルマン・ヘンセルマン、ヨーン

1954年7月20日、BfV長官オットー・ヨーンとヴォルフガング・ボルゲムート医師が西ベルリンから失踪した。当初、ヨーンは誘拐されたものと考えられていたが、7月23日、東ドイツのラジオから予期せぬニュースが流れた。BfVにおけるナチス分子の専横のため東ドイツに亡命したとするヨーンの表明が放送されたのである。その後、ソ連に長期滞在したが、ヨーンは、ソ連当局に信任されていないことを理解した。1955年12月、デンマークのジャーナリスト、ボンド＝ヘンリクセンの助けで西ドイツに帰国。
連邦裁判所は、国家反逆に対してヨーンに禁固4年を言い渡したが、1年半後、恩赦された。その後ヨーンは、同行したボルゲムート医師が眠った彼を国外に連れ出したのだと主張し、名誉回復を訴えたが、却下された。
1997年、インスブルックにて死去。

### 事件の真相
1954年にアメリカに亡命したピョートル・デリャビンKGB少佐によれば、KGBは1951年にヨーン工作を始めていた。ボルゲムート医師は、1950年からソ連のために働いていた。ボルゲムートは、ヨーンが西ドイツでの地位に不満を持っており、東ドイツの関係者と会いたがっていることをKGBに伝えた。ソ連とヨーンは、1954年2月に合意に達した。ヒトラー暗殺未遂事件10周年である1954年7月20日がその日に選ばれた。8月24日、カルポフKGB中佐とヨーンはソ連に向かったが、BfV長官という彼の立場の複雑さから、ソ連は彼を西ドイツに送り返すことに決めた。